# Moulin Denison
 (août 2013).
Le moulin Denison est un moulin à farine situé à Danville, dans la région touristique des Cantons-de-l'Est. Construit en 1850, il est l'un des derniers moulins à eau du Québec au Canada. Il a cessé de produire de la farine en 1963 et a été converti en résidence privée.

## Histoire
Le moulin Denison a été classé immeuble patrimonial le 9 septembre 1973. Le 1er mai 1975, une aire de protection a été délimitée autour de celui-ci dans le but d'en protéger le paysage.

## Identification
- Nom du bâtiment : Moulin à eau Denison
- Cours d'eau : Embouchure du lac Denison
- Adresse civique :
- Municipalité : Danville
- Propriété : Privée

## Construction
- Date de construction : 1850
- Nom du constructeur : Simeon Minor Denison et son fils Joseph Root Denison
- Nom du propriétaire initial : Simeon Minor Denison et son fils Joseph Root Denison

## Chronologie
- Évolution du bâtiment :
  - 1963 : Fin des opérations
- Autres occupants ou propriétaires marquants :
  - 1850 : Simeon Minor Denison et son fils Joseph Root Denison
- Transformations majeures :
  - 1963 : Le moulin est transformé en résidence privée.

## Architecture
- Déclin
- Deux étages et demi
- Un appentis sur le côté ouest abritait un palan servant à hisser les poches de grains
- Style américain
- Coiffé d'un toit à deux versants[2].

## Mise en valeur
- Constat de mise en valeur : Résidence privée. Fermé aux visiteurs.
- Site d'origine : Oui
- Constat sommaire d'intégrité :
- Responsable :